# Markusvinsa
Markusvinsa, även kallat Vinsa, är en by i Pajala kommun i Norrbottens län. Orten ligger längs med länsväg 392. På Lantmäteriets kartor benämns orten Vinsa och ortens fastigheter har beteckningen Liminkajärvi. I augusti fanns det enligt Ratsit 20 personer över 16 år registrerade med Markusvinsa som adress.
Byn grundades i och med det torp som år 1902 anlades av Petter Olof Isaksson Pahtajärvi, Pahta-Pekka kallad. På 1920-talet anlades flera kolonat.
I Markusvinsa har Sveriges meteorologiska och hydrologiska institut (SMHI) en mätstation för mätning av lufttemperatur, nederbörd och snödjup. Mätstationen har uppmätt den högsta temperaturen i Sverige år 2011 med +33,5°C samt år 2019 med +34,8°C. Den sistnämnda temperaturen lär vara den högsta temperaturen som någonsin uppmätts norr om polcirkeln. .